# Ференц Кемењ
Ференц Кемењ (мађ. Kemény Ferenc; Велики Бечкерек, 17. јул 1860 — Будимпешта, 21. новембар 1944) био је мађарски педагог и хуманиста, познат као један од оснивача Међународног олимпијског комитета и његовој улози у савременом мировном покрету.

## Биографија
Његово првобитно презиме било је Кон и био је јеврејског порекла. Школовао се у Будимпешти за професију наставника. Одлази у Штутгарт како би унапредио своје знање немачког језика. Године 1883. дипломирао је за наставника математике и физике на Универзитету у Будимпешти.
Године 1884. одлази у Париз како би похађао наставу на „Колеж де Франсу” и Сорбони, првенствено како би продубио знање француског језика. У студентским круговима упознаје Пјера де Кубертена. Као педагог, Кемењ је био импресиониран Кубертеновим идејама, о реформи образовања на основи спорта.
Према изворима Мађарског олимпијског комитета, Кемењ је поред васпитне улоге спорта видео могућност коришћења спорта у мировном покрету, па је подржао Кубертенову идеју о обнови античких Олимпијских игара. Кемењ и Кубертен остали су доживотни пријатељи, тако да су остали у контакту и након Кемењевог повратка у Угарску 1888. године.
Након повратка у земљу, Кемењ ради као наставник у угарским крајевима. Године 1890. добија посао наставника у Јегри, где ће касније бити постављен за заменика директора школе. Као неко ко је био познат по писању дела о модернизацији образовања, тада први пут наилази на отпор у конзервативним аристократским круговима.

### Формирање Међународног олимпијског комитета
Почетком 1894. године Кемењ добија писмо од Кубертена, у којем га позива на међународни спортски конгрес исте године на Сорбони у Паризу, што ће касније бити познато као први Олимпијски конгрес. Кемењ је одмах затражио подршку од угарског министарства културе и просвете. Међутим, политика Аустроугарске монархије налагала је обазриво деловање у међународним односима. Кемењ није добио ни званичну ни финансијску подршку, али је добио одрешене руке. Иако није био у могућности да дође у Париз, Кубертен га је уврстио међу чланове Међународног олимпијског комитета, који је основан 23. јуна 1894. године, последњег дана конгреса.
Како је Кемењ био ватрени заговорник олимпијског покрета, тако је одмах затражио формирање комитета који би упутио мађарске спортисте на прве Олимпијске игре у Атини 1896. године. Дана 19. децембра 1895. основан је Мађарски олимпијски комитет, у којем је Кемењ преузео улогу секретара.
Његове погледе на Олимпијски покрет обележио је мир. Сматрао је да су Олимпијске игре симбол међународног мировног покрета, и празник једног од најрадоснијих, најмирољубивијих и братских покрета светске омладине. Био је први секретар Мађарског мировног друштва и генерални секретар Светског мировног конгреса у Будимпешти 1896. године.

### Прве модерне Олимпијске игре
Проблеми око финансирања Игара у Атини 1896. године подстакли су Кемења на идеју да се оне одрже у Будимпешти, где се те године обележавала 1000-годишњица досељавања Мађара у Панонску низију. Игре су на крају остале у Атини, а Кемењ је предводио малу мађарску делегацију у име мађарске владе. Учествовао је и на бројним састанцима МОК-а. Његове публикације након Игара изазвале су велику пажњу и учиниле Кемења особом која је била поштована у политичким круговима. Кемењ је такође предводио мађарску спортску делегацију на Олимпијским играма у Паризу 1900. и Сент Луису 1904.
Његови напори око Олимпијског покрета нису, међутим, добили одговарајућу подршку у Мађарској. Аристократски кругови нису сматрали Кемења достојним представником у МОК-у због његовог буржоаског порекла. Године 1907. напушта Мађарски олимпијски комитет.
Као велики заговорник мира, Кемењ је неуспешно био номинован за Нобелову награду за мир од стране цара Франца Јозефа 1908, 1913. и 1914. године.

### Одлазак у пензију
После одласка у пензију 1920. године Кемењ се посветио искључиво педагошком раду. Године 1934. био је један од уредника Педагошке енциклопедије. Његов живот имао је трагичан крај. Када су након немачке окупације Мађарске 1944. године њилаши преузели власт, започели су депортацију Јевреја. Како би избегли судбину својих сународника, Кемењ и његова супруга извршили су самоубиство новембра 1944. године.

## Почасти
Након што је неколико деценија његово дело било препуштено забораву, крајем седамдесетих година 20. века Ференц Кемењ добија заслужена признања. У Јегри нова хала спортова од 1980. године носи његово име, као и спортска основна школа у том граду. Испред тамошњег спортског музеја подигнута му је биста. У Зрењанину му је у Алеји великана у Карађорђевом парку подигнута биста.

## Галерија
- Чланови МОК-а 1896. године у Атини, Кемењ трећи здесна
- Спомен-плоча у Јегри на месту где је Кемењ живео
- Музеја спорта у Јегри са поставком посвећеном Кемењу
- Биста Ференца Кемења испред Музеја спорта у Јегри
- Спомен-обележје Ференцу Кемењу испред Универзитета физичког васпитања у Будимпешти
- Биста Ференца Кемења у Алеји великана у Карађорђевом парку у Зрењанину